# Diplazium stuebelii
Diplazium stuebelii är en majbräkenväxtart som beskrevs av Georg Hans Emmo Wolfgang Hieronymus.
Diplazium stuebelii ingår i släktet Diplazium och familjen Athyriaceae. Inga underarter finns listade i Catalogue of Life.